# Regiones polares

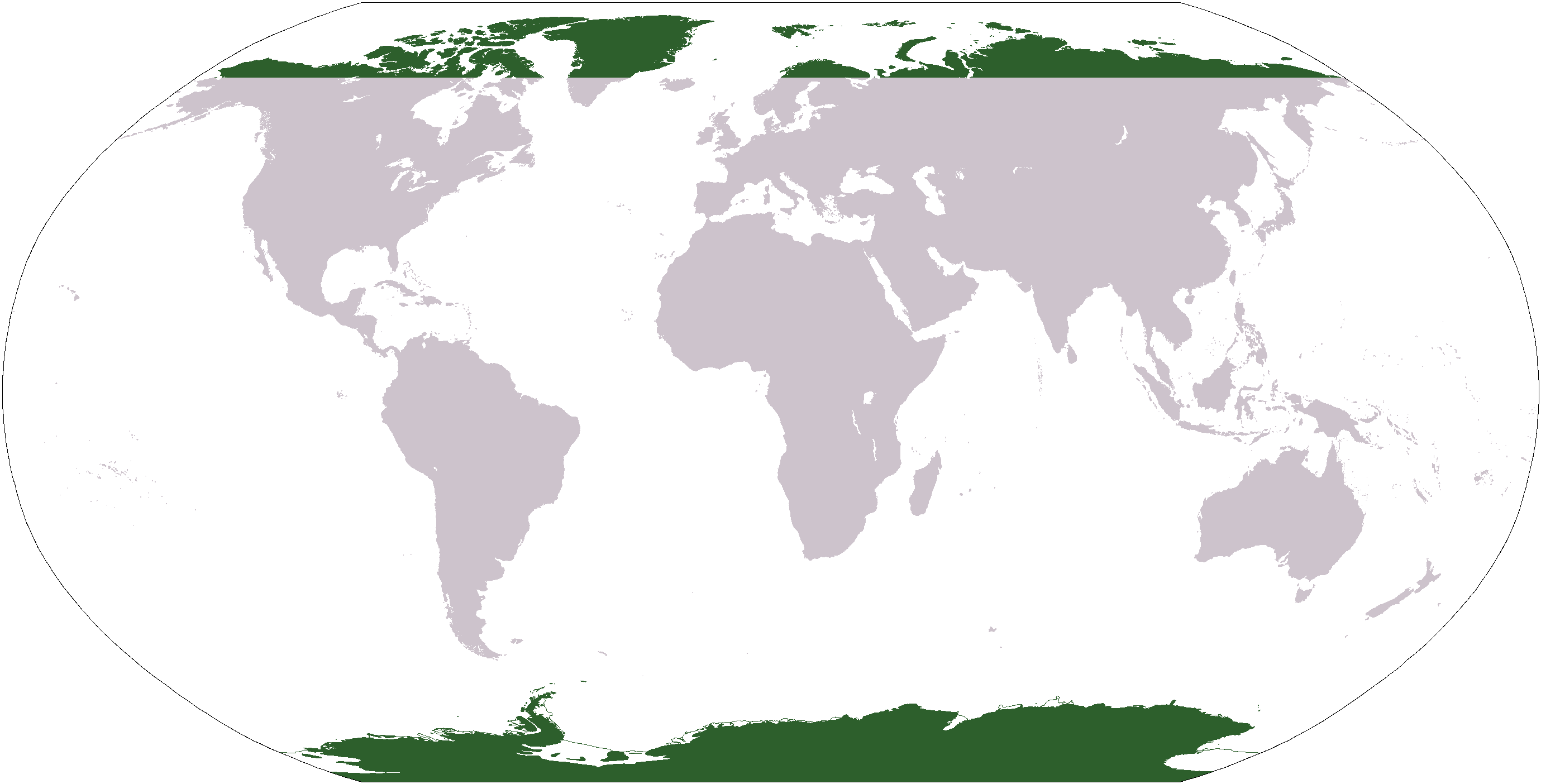
Ubicación de las regiones polares de la Tierra.

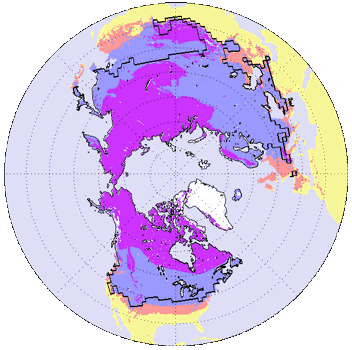
Permafrost del Hemisferio norte (en color púrpura).

Las regiones polares o las zonas polares son las áreas de un planeta o cualquier astro que rodean los polos geográficos. En la Tierra, el Polo Norte y el Polo Sur son los centros de estas regiones, que están dominadas por capas de hielo que conforman los casquetes polares, descansando respectivamente en el océano Glacial Ártico y el continente antártico. 
Las banquisas polares están actualmente en disminución, posiblemente como resultado del calentamiento global antrópico Norte, o la región que comprende desde el Polo Norte hasta la línea arbolada.
La región polar antártica se delimita geográficamente, al sur del círculo polar antártico pero suele tomarse a partir de los 58 grados de latitud sur (para incluir la Península Antártica o Tierra de Palmer), o para considerar el continente completo de la Antártica. El Tratado Antártico de 1959 utiliza el paralelo de 58° de latitud sur para considerar la región polar antártica.
Se incluyen aquí dos áreas del planeta donde imperan unas condiciones extremas, siendo las bajas temperaturas, la escasez de precipitaciones y las grandes variaciones del día entre las distintas épocas del año, tres de los rasgos más característicos. Esto hace que la vida esté representada casi exclusivamente por las formas animales y que el mar sea un elemento imprescindible para la supervivencia de estos últimos.
Dos son las regiones polares, pero reúnen unas características y un origen completamente distintos. En el hemisferio norte, el Ártico es una masa de hielo flotante que se mantiene gracias a las bajas temperaturas, mientras que en el hemisferio austral, la Antártida es un continente, hoy helado pero que en el pasado albergó una rica flora y una fauna abundante.
El Ártico no posee ningún representante botánico y en cuanto a la fauna cuenta con diversas especies que de modo más o menos esporádico acuden allí desde las cercanas masas continentales euroasiática y norteamericana. Así, el zorro ártico es uno de los principales predadores visitantes, mientras que el oso blanco se ha adaptado ya a residir de modo más continuado. Abundan las focas y las aves marinas. Las aguas circundantes se caracterizan por su riqueza en plancton y especies piscícolas, lo que atrae a numerosos cetáceos.
La Antártida es una enorme superficie de hielo de la que solo emergen algunas cumbres de más de 4000 metros de altura y que solo cuenta con unas pequeñas áreas despejadas, los llamados desiertos antárticos, en los que la sequedad es tan extrema que no llega a formarse hielo. La flora cuenta con unas pocas especies de líquenes y algas que crecen en las zonas costeras, que se deshielan durante el breve período estival.
La fauna cuenta con focas, elefantes marinos, leopardos marinos y numerosas aves, a los que hay que añadir los cetáceos en las aguas circundantes.

## Clima
Las regiones polares reciben menos radiación solar ya que la energía del Sol llega al planeta en un ángulo oblicuo, extendiéndose sobre una área más grande, y también viajando una distancia más larga a través de la atmósfera de la Tierra, en la cual puede ser absorbida, dispersada o reflejada.
La inclinación axial de la Tierra tiene un mayor efecto en las regiones polares. Dado que las regiones polares son las más alejadas del ecuador, reciben la menor cantidad de luz solar y por lo tanto son las más frías. La gran cantidad de hielo y nieve también refleja una gran parte de la escasa luz que reciben, contribuyendo al frío. Las regiones polares se caracterizan por el clima polar, temperaturas extremadamente frías, glaciación allí donde hay suficiente precipitación para formar hielo permanente y variaciones extremas en las horas de luz del día: veinticuatro horas de luz en verano (el sol de medianoche), y oscuridad en invierno.

## Poblamiento humano

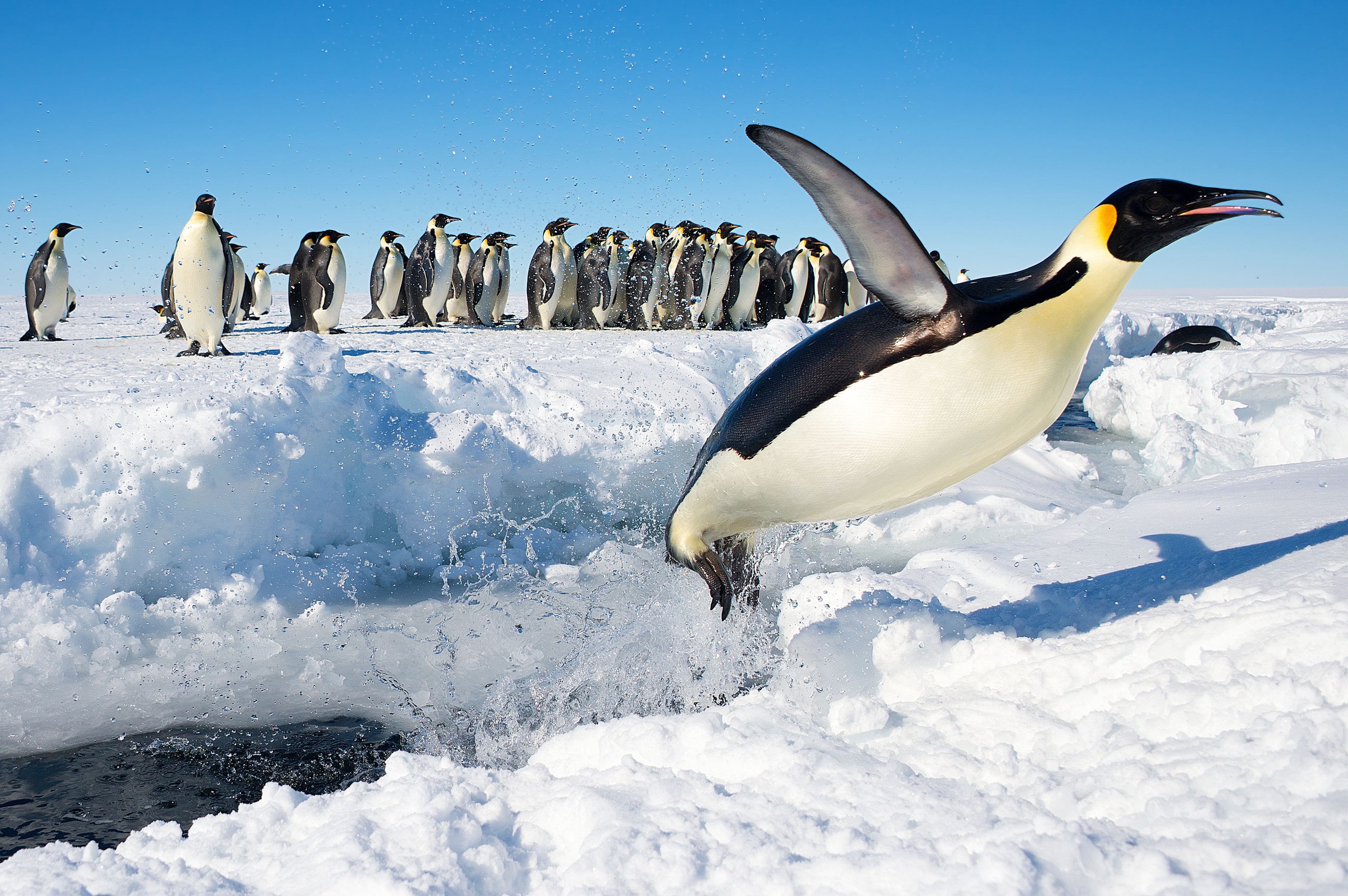
Un pingüino emperador (Aptenodytes forsteri) en Antártida saltando del agua.

Hay pocos asentamientos humanos en la región polar norte de la Tierra. Los países que poseen tierras en las regiones árticas son: los Estados Unidos (Alaska), Canadá, Dinamarca (Groenlandia), Islandia, Noruega, Finlandia y Rusia. La región polar norte es muy diversa tanto en establecimientos humanos como en culturas.
La región polar sur no tiene población humana permanente, salvo el poblado de Villa Las Estrellas, en el Territorio Chileno Antártico, y la Base Esperanza en la Antártida Argentina. La Planta de McMurdo es la estación científica más grande de la Antártica, administrada por Estados Unidos. Otras bases notables incluyen la Base Palmer y la Base Amundsen-Scott (Estados Unidos), la Base Marambio (Argentina), la Base Profesor Julio Escudero y la Base General Bernardo O'Higgins (Chile), la Base Scott (Nueva Zelanda), la Base Vostok (Rusia), la Base Machu Picchu (Perú).
Aunque no hay culturas humanas aborígenes, existe en la Antártica un complejo ecosistema, especialmente en las zonas costeras. La surgencia litoral provee abundantes nutrientes que ayudan al desarrollo del kril, especie de crustáceo marino muy pequeño que es, a su vez, el alimento de una compleja cadena de seres vivos desde los pingüinos a las ballenas azules.

## Vegetación y animales
En comparación con la flora que vive en las tierras de la Antártida, la flora de la zona polar ártica es notablemente rica y variada. Durante los meses de verano crecen en la tundra musgos, líquenes y matorrales. Este tipo de paisaje cubre, aunque de manera discontinua, la franja septentrional de Europa, Asia y América, mientras que en los lugares resguardados de los fuertes vientos polares en especial en los valles, crecen los bosques, formados sobre todo por sauces y abedules.
Hay extensas zonas del interior de Groenlandia que están cubiertas por desiertos polares, con un clima extremadamente seco y frío, donde la vegetación apenas existe o se reduce a algunas pocas especies.
Para sobrevivir en la tundra, sobre todo durante los meses de invierno, la fauna ha tenido que adaptarse a las condiciones climatológicas, como es el caso del zorro polar (Vulpes lagopus) y la liebre ártica (Lepus arcticus), el oso polar (Ursus maritimus) y algunas clases de aves, por ejemplo la perdiz nival (Lagopus muta) y el lagópodo común (Lagopus lagopus). Otras especies menos dotadas para soportar las frías temperaturas, como los ratones, construyen túneles bajo el suelo para protegerse frente al rigor de las mismas.
Durante la época estival aparecen en la tundra mosquitos y otros insectos, así como mamíferos procedentes de la taiga, como la ardilla, el reno, el lobo o el alce. También se observa la migración de muchas aves, por ejemplo patos, ocas o verderones. En lo referente a la fauna marina, esta es considerablemente abundante debido a la proliferación de plancton y está compuesta sobre todo por peces, moluscos y grandes mamíferos, como focas y ballenas jorobadas.

## Hidrografía
Los principales ríos que desembocan en el océano Glacial Ártico son el Dvina, el Pechora, el Ob, el Yeniséi, el río Lena y el Kolymá, en la vertiente euroasiática; y el Mackenzie y el Back en Canadá.

## División geopolítica de la región polar ártica
La región polar ártica puede dividirse en tres grandes bloques: el europeo, que incluye las tierras de Noruega y Rusia; el asiático, al que pertenece el extremo oriental de Rusia y el americano, con las tierras danesas y canadienses.
Las tierras polares europeas, muy ricas en recursos minerales y especialmente carbón, se dividen en:
- Tierras polares noruegas. Comprenden las Islas de Jan Mayen y Svalbard, la Tierra del Nordeste, la Isla de Edge, la isla de Barents, Prins Karls Forland, Kong Karls Land, Hopen, Isla de Kvit y la Isla de los Osos.
- Tierras polares rusas. Tierra de Francisco José y Nueva Zembla.

Las tierras polares asiáticas comprenden las regiones del norte del continente, propiedad de la Federación rusa:
- Tierras del Norte (Severnaja Zemlja). Están compuestas por cuatro grandes islas y numerosos islotes, con una extensión global total de 37,560 km²: isla de Bolchevique, isla de la Revolución de Octubre, isla de Komsomol, isla de Pionero e isla de islotes de pequeña Tajmyr y Schmidt.
- Isla de la Soledad, Usakov y Wiese.
- Islas de Nueva Siberia. Compuestas por nueve islas, la mayor de las cuales es Kotelny.
- Islas de Long. Bennet, Jeannete, Henriette, Wilkicki y Zohov.
- Islas de Wrangell y Herald

Tierras polares americanas. Comprenden las islas danesas de Groenlandia y los archipiélagos canadienses situados entre Canadá oeste y Groenlandia sudeste, compuestos, entre otras islas, por las de la Reina Isabel (Ellesmere, Devon, Parry, Melville, Borden, Amund Ringnes, etc.), Somerset, Príncipe de Gales, Baffin, Banks y Victoria.

## Economía
Los estados que poseen territorios incluidos en esta región, EE. UU., Canadá, Rusia y los países escandinavos, han desarrollado una importante explotación de los grandes recursos económicos de la zona. Han adquirido una importancia significativa los campos petrolíferos de Alaska y de la región de Mackenzie, así como las explotaciones carboníferas del estuario de Kolima, de hierro en Canadá o de oro en Siberia. Otro de los recursos económicos de la región son la pesca de las especies autóctonas (como el bacalao) y el comercio de pieles, por ejemplo las de zorro o visón.

## Regiones polares en otros astros
Otros planetas y satélites naturales del sistema solar también poseen sus propias regiones polares. La Luna terrestre no contiene depósitos sustanciales de hielo en los profundos cráteres de sus regiones polares, las cuales nunca reciben directamente la luz solar. Marte, al igual que la Tierra, posee capas de hielo. En Urano, por otro lado, la inclinación extrema del eje del planeta lleva a los polos alternadamente apuntando casi directamente al Sol.

## Vean también
- Geografía de la Antártida
- Bioma Antártico
- Expediciones antárticas
- Islas subantárticas
- Océano Glacial Ártico
- Océano Glacial Antártico
- Baja polar

## Fotos

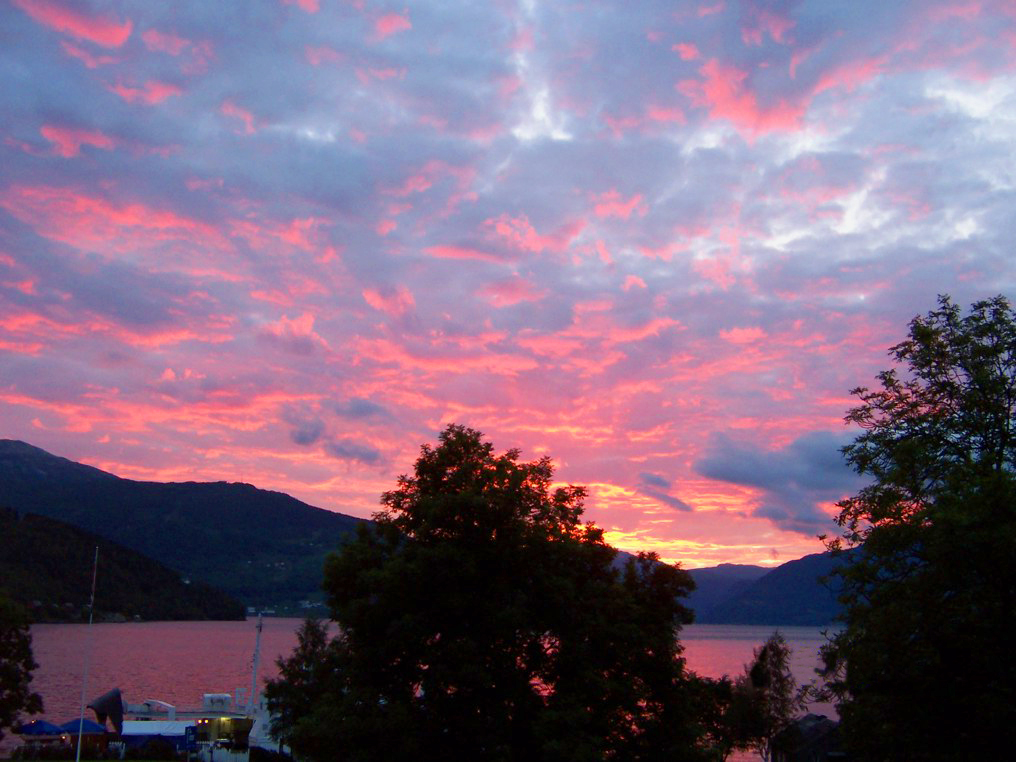
Región polar norte.
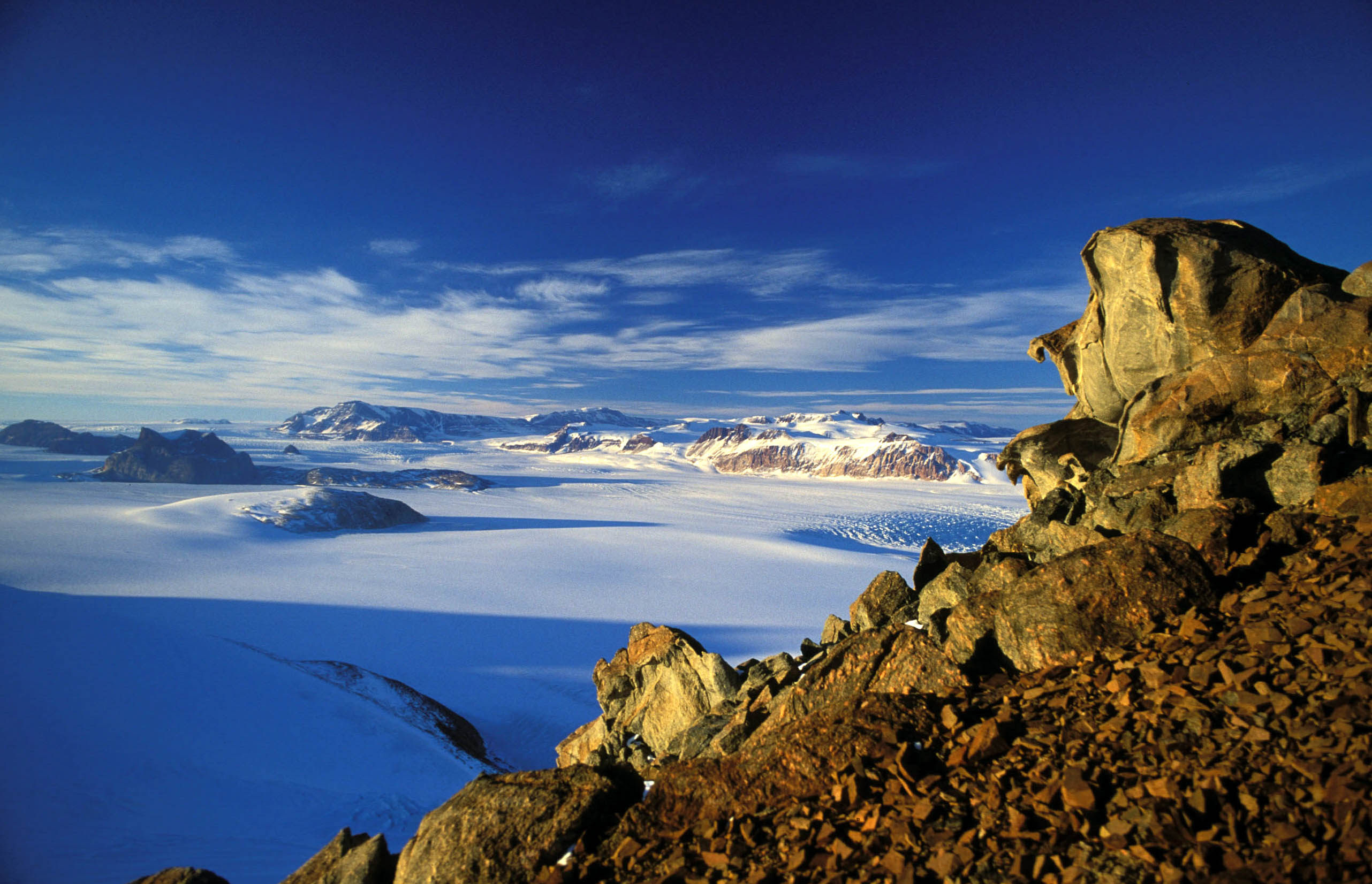
Monte antártico.
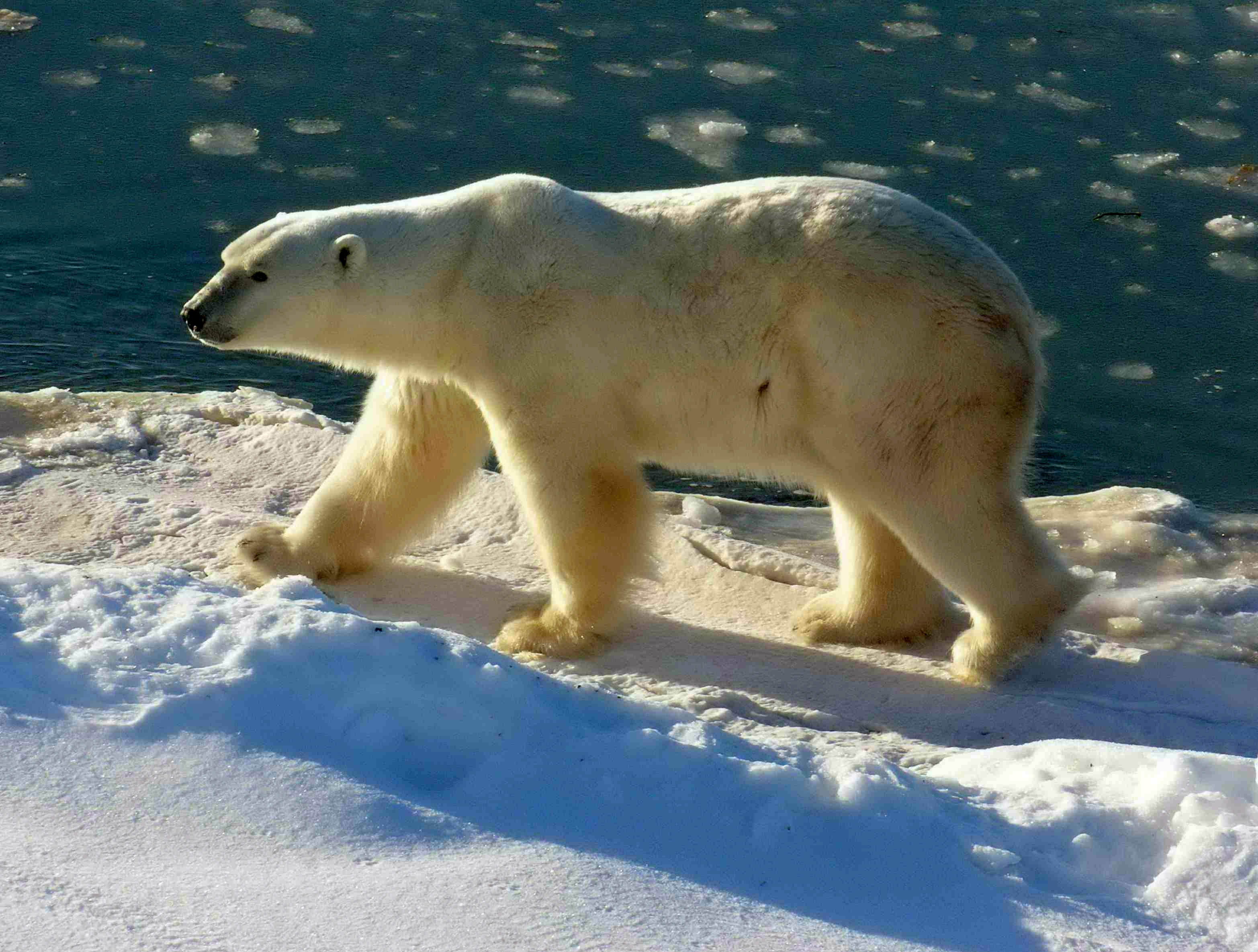
Oso polar del Ártico.
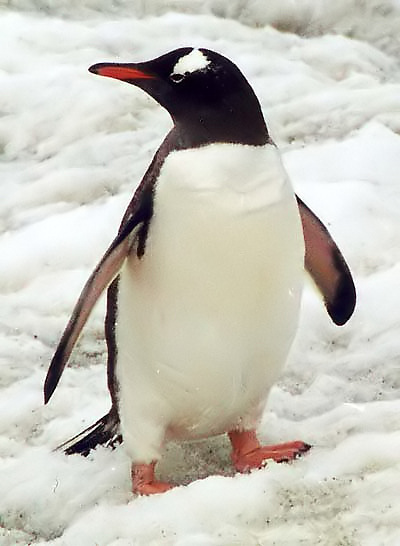
Pingüino de la región polar sur.
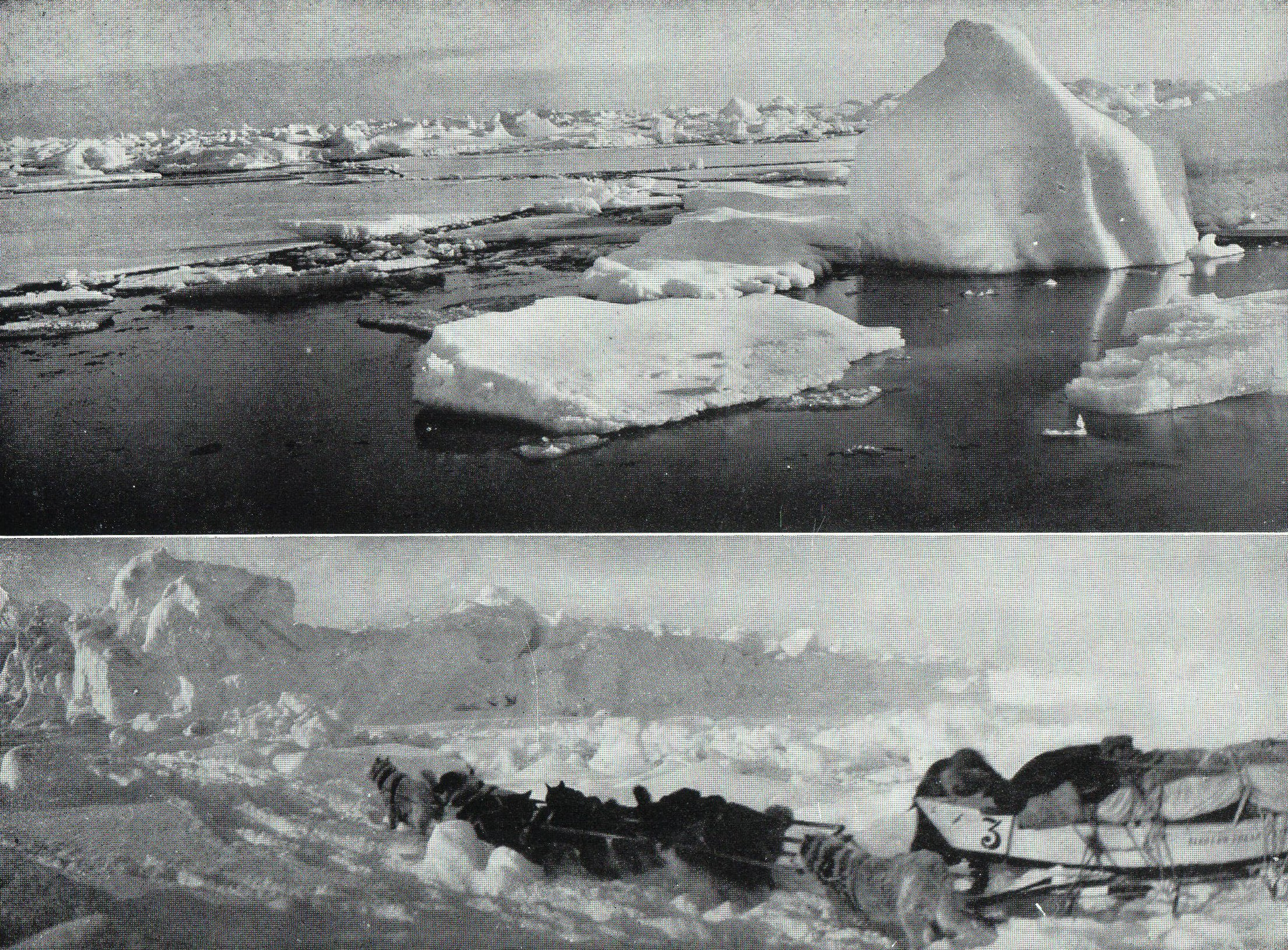
Paisaje polar.
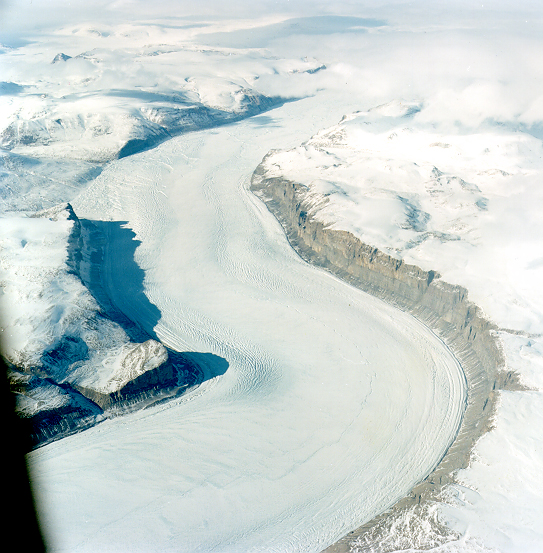
Banquisa polar.
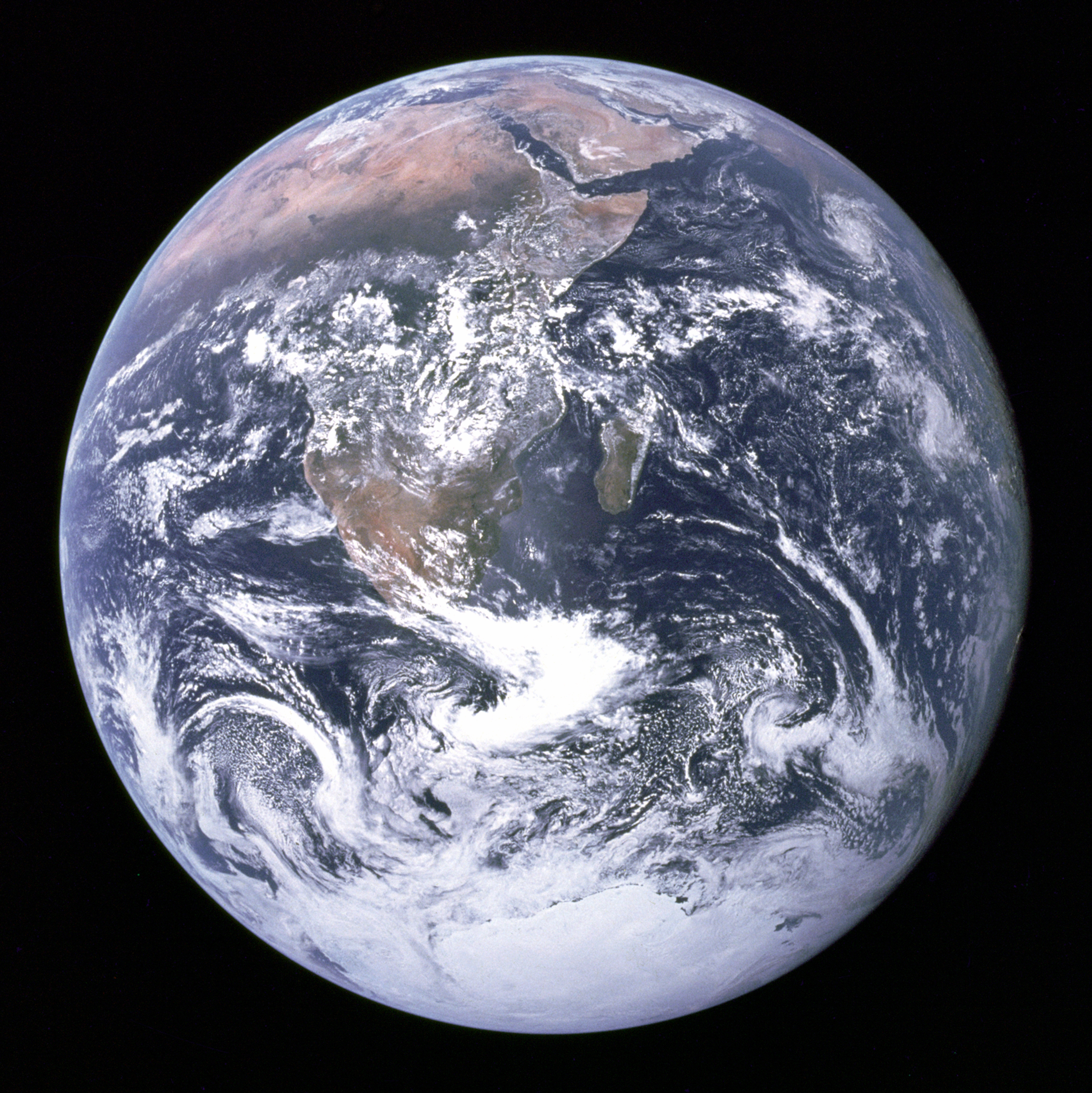
Polo sur terrestre visto desde el espacio.
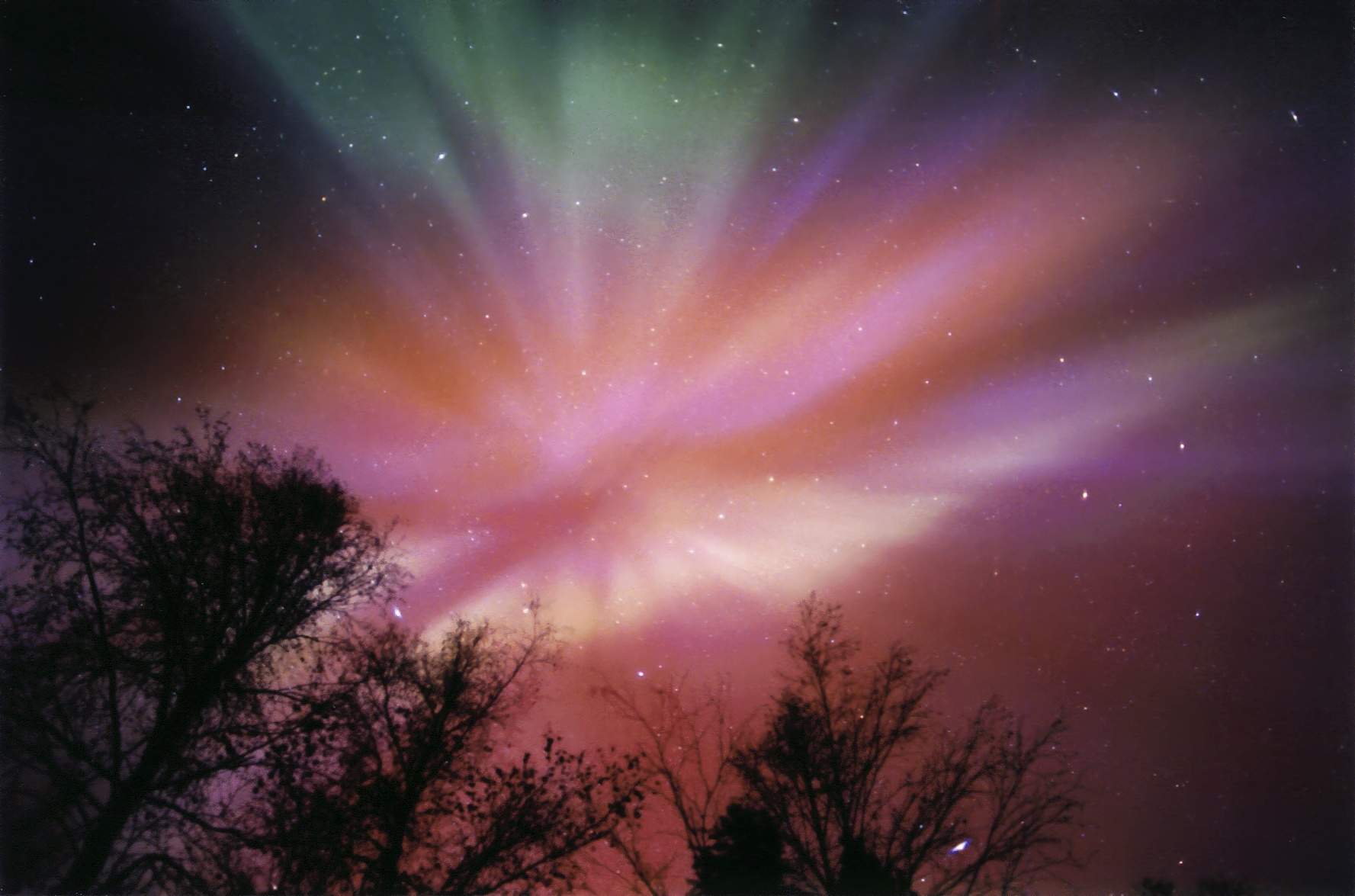
Aurora polar.

- Datos: Q60670
- Multimedia: Polar climate / Q60670